# Dryomyzidae
Famille
Dryomyzidae  est une famille de diptères.

## Genres et espèces
Selon Catalogue of Life (27 févr. 2013) :
- genre Dryomyza
  - Dryomyza amblia
  - Dryomyza anilis
  - Dryomyza badia
  - Dryomyza caucasica
  - Dryomyza dubia
  - Dryomyza ecalcarata
  - Dryomyza formosa
  - Dryomyza maculipes
  - Dryomyza pakistana
  - Dryomyza puellaris
  - Dryomyza semicyanea
  - Dryomyza simplex
  - Dryomyza takae
- genre Dryope
  - Dryope decrepita
  - Dryope flaveola
  - Dryope melanderi
- genre Oedoparena
  - Oedoparena glauca
  - Oedoparena minor
  - Oedoparena nigrifrons
- genre Paradryomyza
  - Paradryomyza orientalis
  - Paradryomyza setosa
  - Paradryomyza spinigera
  - Paradryomyza steyskali
- genre Pseudoneuroctena
  - Pseudoneuroctena senilis
- genre Steyskalomyza
  - Steyskalomyza hasegawai

Selon ITIS (27 févr. 2013) :
- sous-famille Dryomyzinae
- sous-famille Helcomyzinae